# 紡ぐプロジェクト
紡ぐプロジェクト（つむぐプロジェクト）は、皇室ゆかりの美術工芸品や国宝・重要文化財など、日本の美を未来へ伝え、世界へ発信していくために、文化庁、宮内庁、読売新聞社が官民連携で取り組む事業の総称。

## 解説
文化財修理の助成、特別展覧会の開催、日本美術・文化の魅力を内外に発信するポータルサイト「紡ぐ TSUMUGU: Japan Art & Culture」の運営などを行っている。
2018年11月に発表された。正式名称は「日本美を守り伝える『紡ぐプロジェクト』−皇室の至宝・国宝プロジェクト−」